# Mode de transport

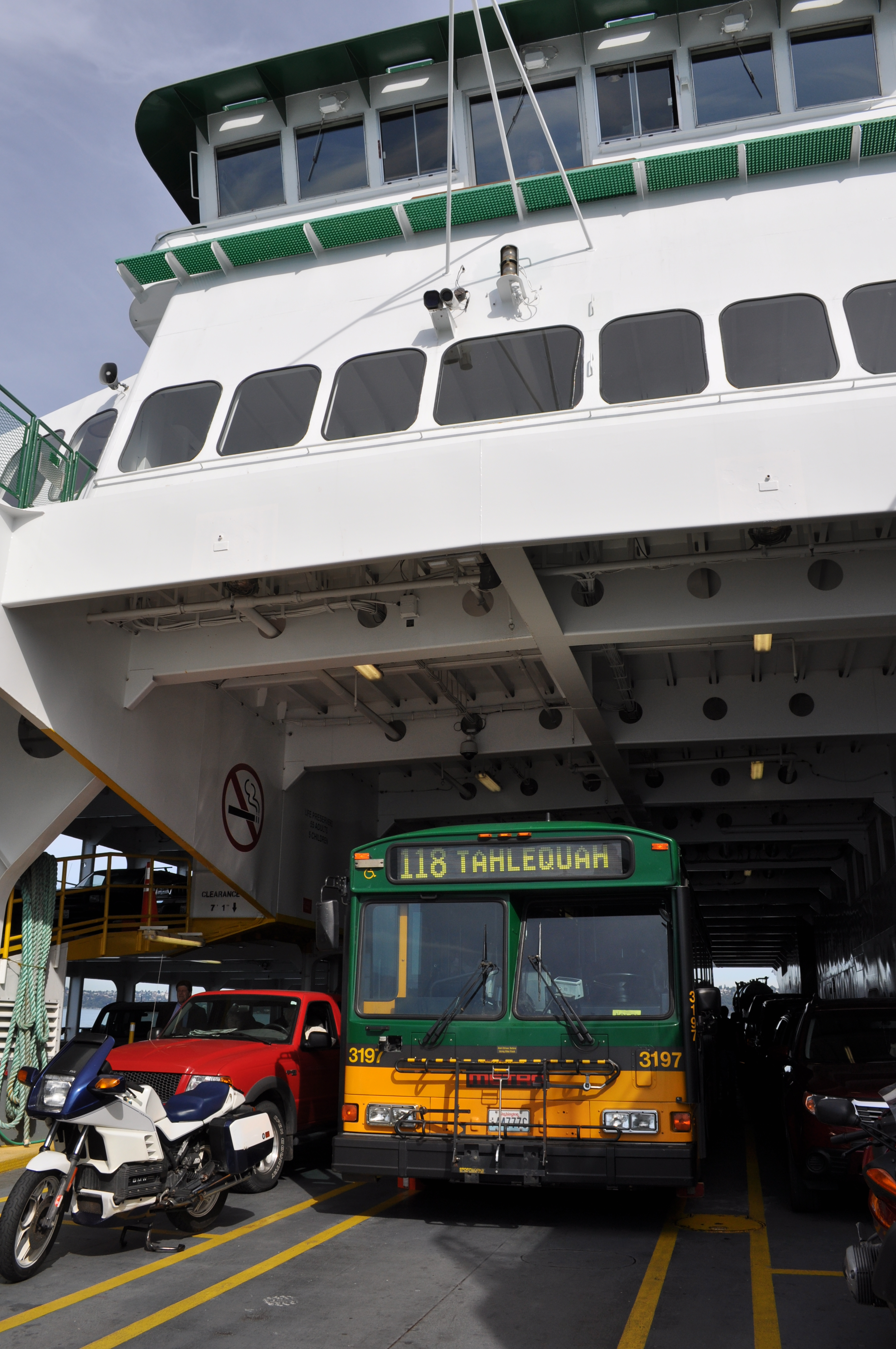
Autobus utilisant le Washington State Ferry

Un mode de transport est une forme particulière de transport qui se distingue principalement par le véhicule utilisé, et par conséquent par l'infrastructure qu'il met en œuvre.

## Transport ou locomotion

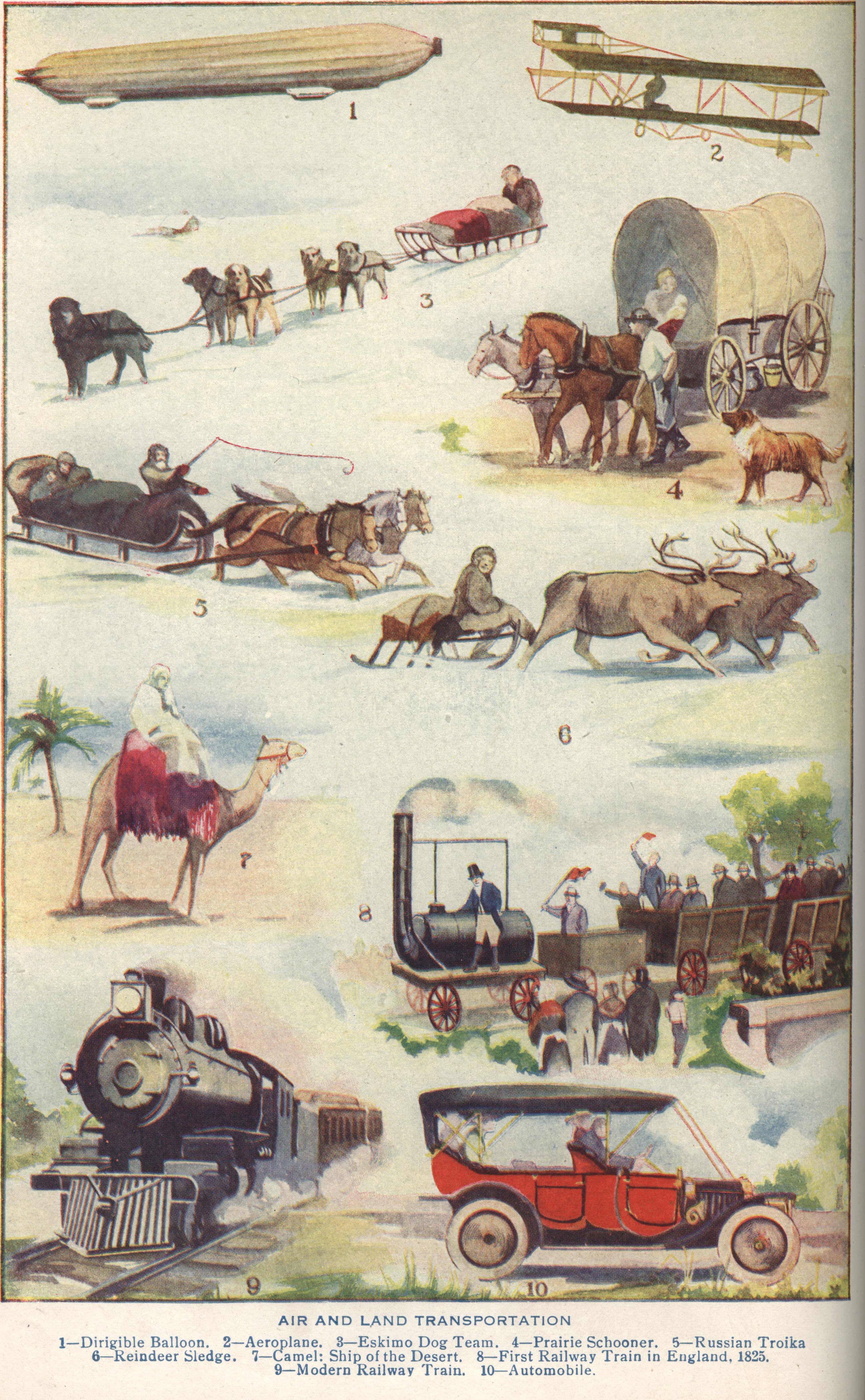
Transport par les airs et par la terre (page illustrative de The How and Why Library, 1909).

Avant la révolution industrielle et l'invention de la machine à vapeur et du moteur à combustion et explosion, par exemple, seules ces sources d'énergie (animale, éolienne) étaient généralement utilisées pour engendrer le mouvement. La crise écologique a récemment conduit à qualifier ces énergies renouvelables de « douces » ; par assimilation, lorsqu'un transport ou un déplacement est effectué au moyen d'un véhicule utilisant ce type d'énergie, il est d'usage de le dénommer « transports doux ». Étymologiquement, cette dénomination n'est peut-être pas des plus pertinentes.

## Relation entre le mode de transport et son milieu
Le mode de transport est en relation avec le milieu où évoluent les véhicules de transport : terrestre : (transports guidés, en général et transport ferroviaire en particulier); transport routier ; maritime ; fluvial ou par canaux ; transport spatial et transport aérien.

## Choix du mode de transport
Pour transporter une personne ou une marchandise d'un point à un autre, plusieurs modes de transports peuvent successivement être utilisés. Les raisons de coût, de rapidité et de sécurité guident le choix des modes de transport qui seront mis en œuvre. Quelquefois, c'est la géographie (contournement ou franchissement d'obstacles naturels), le climat et plus généralement l'environnement qui obligent à utiliser un mode de transport (îles, montagnes, inondations...) plutôt qu'un autre.
- Pour réduire le coût, il est intéressant d'emprunter soit des moyens de transport collectifs (train), soit des moyens de transport de grande capacité (barques, porte-conteneurs...), soit les deux. Le début de l'itinéraire a alors pour objectif de rejoindre le moyen de transport le moins coûteux ; la dernière partie de l'itinéraire sert à rejoindre le point de destination finale.
- Pour réduire la durée, il est intéressant d'emprunter des moyens de transport relativement rapides (automobile, train à grande vitesse, avion...). Le début de l'itinéraire a alors pour objectif de rejoindre cette fois le moyen de transport le plus rapide ; la dernière partie de l'itinéraire sert à rejoindre le point de destination finale.
- Le même raisonnement peut s'appliquer à la recherche de la sécurité. Dans le cas du trajet domicile-travail, qui représente 11 % des tués sur les routes en France en 2013, le train est le plus sûr, et la voiture et la marche sont assez sûres. L’utilisation d'une bicyclette entraîne un risque d'accident 4,6 fois plus élevé qu'une automobile (contrebalancé par les bienfaits de l'activité physique régulière, au Danemark[1]) et la motocyclette un risque 25,6 fois plus élevé[2].

La combinaison de différents véhicules de différents modes de transport pour effectuer un même trajet se nomme transport multimodal. Lorsque le même véhicule est capable de pratiquer plusieurs modes de transport, le véhicule est dit polyvalent (aéroglisseur, véhicules amphibies...), mais le mode de transport n'est pas multimodal.

### Transport routier

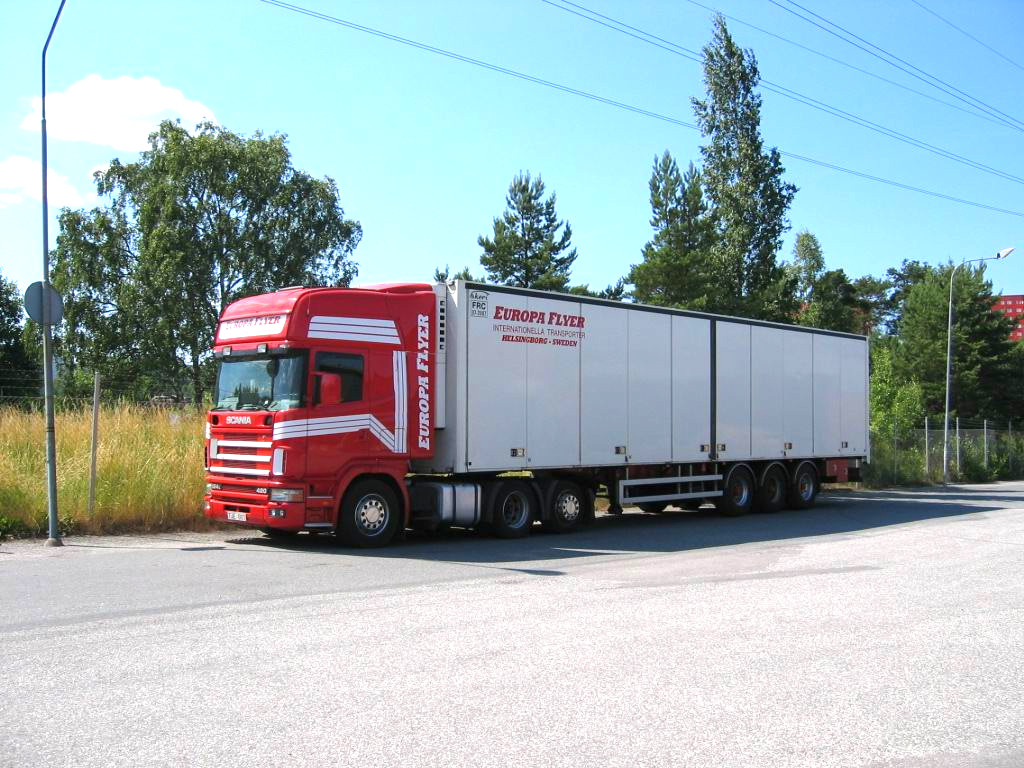
Transport routier

Le transport routier s'effectuait à pied, puis la traction animale est apparue en premier. Il a pris son essor avec l'invention du moteur qui réduit le temps de transport et la fatigue endurée.
À longue distance, il a été un temps éclipsé par le transport ferroviaire développé, en particulier dans les pays industrialisés, à partir du moment où la machine à vapeur a été inventée.
Enfin, le transport routier par automobiles s'est intensifié, en particulier dans les pays industrialisés, grâce à l'invention du moteur à combustion interne, à la taylorisation de la production, réduisant le prix de revient des véhicules, à l'accroissement du niveau de vie, à la disponibilité des carburants, et aussi par la construction d'infrastructures routières nombreuses et denses. Pour faire face à l'extension de la demande, et si le pays en a les ressources, le réseau routier est étendu et modernisé. Le réseau et les infrastructures peuvent même être spécialisés : aménagement de pistes cyclables, de couloirs d'autobus (voies réservées, construction de parkings sécurisés pour les camions ...
Dans de nombreux pays, le transport routier s'effectue cependant toujours à grande échelle par des moyens humains (bicyclettes, etc.) et à traction animale. Mais dans les pays industrialisés, il est effectué surtout à l'aide des véhicules automobiles de tourisme ou industriels : voitures, camionnettes (véhicule industriel de moins de 3,5 tonnes de P.T.A.C., selon la législation française), camions et remorques. Le développement du transport routier motorisé, explique en grande partie l'internationalisation des échanges au niveau des continents par la route, à grande échelle. Toujours dans les pays industrialisés, le transport routier à longue distance, transporte plus de quantités de marchandises (en tonnes-kilomètres par an) et de voyageurs (en kilomètres par an) que le transport ferroviaire.
Ce phénomène est probablement lié :
- à la production à la chaîne de l'automobile, et à la réduction de son prix de revient, dans les pays industrialisés,
- à la hausse des rémunérations, toujours dans les pays industrialisés,
- à la construction d'infrastructures nombreuses et denses, encore une fois, uniquement dans les pays industrialisés,
- à la plus grande souplesse apportée par le transport routier, alors que le fret ferroviaire est resté rigide.

Même si l'évolution des systèmes automobiles se poursuit dans de nombreux domaines (matériaux composites, moteurs mixtes, électronique, informatique, guidages, etc.) en 2007, les problématiques environnementales, liées aux gaz de combustion responsables de l'effet de serre, l'engorgement des villes et les conséquences sur la santé des pollutions préoccupent certaines nations et certains gouvernements. Il est probable que de nombreuses évolutions interviendront encore.
Les populations et les pouvoirs publics de nombreux états tendent en effet à faire réduire ces émissions, par des moyens politiques, en rédigeant, par exemple, des protocoles internationaux (Sommet de la Terre, Protocole de Kyoto, Conférence de Copenhague) et en tentant de les faire appliquer. Pour remédier à cela, diverses initiatives se sont développées, dont le ferroutage, qui consiste à faire transporter par trains, les camions. Cette méthode a néanmoins ses limites, car elle n'est rentable et réalisable que sur les longues distances. Une autre initiative est le choix récent d'incitation à une utilisation massivement utilitaire du vélo en ville, choix soutenable économiquement et de santé publique.
Un autre problème est la sécurité: les poids lourds représentent 6,3 % du kilométrage parcouru[Où ?] (chiffre 2004) et 8,9 % des accidents mortels ; 13,7 % des tués sur la route le sont dans un accident avec un poids lourd.
Des organisations s'intéressent aussi au développement et à la gestion du transport routier :
- L'Association mondiale de la route (World road association)[3]
- Le Syndicat international des transports routiers (International road transport union)[4]
- L'union internationale des transports publics (International association of public transport) (U.I.T.P.)[5]
- L'Association transports et environnement (en Suisse)

### Transport ferroviaire

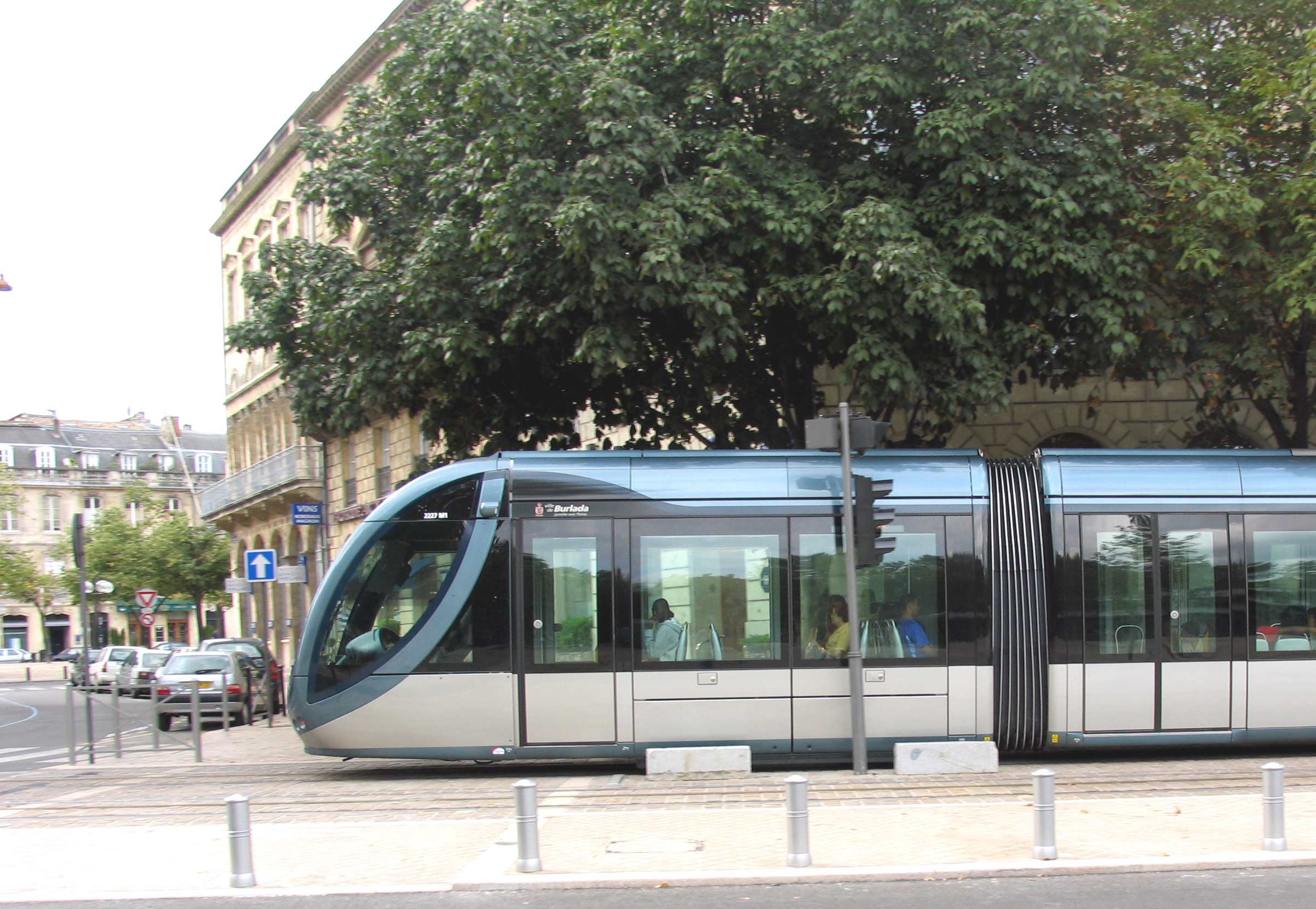
Tramway à Bordeaux

Le transport ferroviaire s'effectue sur des voies ferrées, ce qui comprend: le train, le métro et le tramway.Il présente certains avantages, sur les autres modes de transport :
1. Le transport par voies ferrées est souvent plus rapide que par la route (système de guidage et absence d'obstacles).
2. Il est relativement peu coûteux[réf. nécessaire] (permet le transport de charges importantes).

Pourtant, le transport ferroviaire qui a connu son apogée entre les deux guerres mondiales, a progressivement décliné dans la deuxième moitié du XXe siècle, avec des situations assez contrastées d'un pays à l'autre. Dans de nombreux pays, les compagnies ferroviaires ont eu du mal à trouver leur équilibre économique et l'État doit intervenir dans la gestion des chemins de fer, qui nécessitent des investissements importants.
Le transport ferroviaire de marchandises ou de personnes nécessite la mise en œuvre d'infrastructures de transferts, pour acheminer et transborder les personnes jusqu'à leur train, et la marchandise ou la remorque et le camion, jusque sa plate-forme, et pour effectuer ensuite l'opération inverse. Les infrastructures sont constituées de gares de voyageurs, de gares de triage, de chantiers de transports combinés (portiques, grues).
Deux évolutions relativement récentes marquent une inflexion dans cette évolution générale. Ce sont :
- Pour le transport de voyageurs, dans quelques pays privilégiés, l'avènement de la grande vitesse
- Toujours pour les voyageurs, les mégalopoles dont l'asphyxie par les produits de combustion (des véhicules automobiles, en particulier), pourrait être ralentie en mettant en œuvre des transports en commun ferroviaires (tramway, métros...).
- Pour les marchandises le développement du transport combiné qui utilise la technologie rail - route, assurant notamment des « ponts terrestres » entre les deux côtes de l'Amérique du Nord et en Eurasie par le transsibérien.
- La capacité des transports ferroviaires à développer une grande puissance, à partir de l'électricité, contrairement aux transports routiers.

C'est en effet le seul moyen de transport (avec certains navires à propulsion nucléaire) qui utilise massivement l'électricité comme source d'énergie. Le train électrique a une grande autonomie et une plus grande charge utile puisque l'énergie n'a pas besoin d'être stockée dans un réservoir. La fabrication de l'électricité, si elle est produite par des installations nucléaires, ne rejette pas de CO2 et est bon marché[réf. nécessaire]. Elle peut être non polluante si l'énergie est produite par les systèmes géothermiques, éoliens, marée-moteurs ou solaires. Il permet aux états sans réserves d'hydrocarbure d'améliorer leur indépendance énergétique à long terme.
Ceci explique le succès grandissant du transport par voies ferrées de voyageurs au niveau de la ville et du pays (liaisons interurbaines, suburbaines et urbaines) et maintenant, aussi pour les marchandises, au niveau continental grâce aux trains à grande vitesse T.G.V. aux ponts et aux tunnels (Tunnel sous la Manche).
Certaines organisations s'intéressent aux transports par voie ferrée, comme l'Union internationale des chemins de fer (U.I.C.).

### Transports par câble
Le transport par câble désigne tout système de transport guidé dans lequel les véhicules, notamment les cabines, sièges ou agrès, sont mus par l'intermédiaire d'un câble.
Ce mode de transport se développe durant la révolution industrielle, dès la deuxième moitié du XIXe siècle, avec l'invention du câble toronné par l’Allemand Wilhelm Albert et leur développement à une échelle industrielle par Felten & Guillaume.
Il est exploité comme transport en commun (station de ski, belvédère, transport urbain) et transport pour compte propre (desserte de propriétés isolées, transport industriel ou militaire).
On distingue plusieurs typologies de transport par câble :
- les appareils au sol : téléski, funiculaire, ascenseur incliné, people-mover ;
- les appareils téléportés : tyrolienne, téléphérique, télécabine, funitel et DMC, télésiège, téléporté avec sièges et cabines.

### Autres transports guidés
Il s'agit des modes de transports qui mettent en œuvre des véhicules guidés par un moyen mécanique ou électronique, comme le train monorail et l'aérotrain, le train à sustentation magnétique et le train à crémaillère, tramway sur pneu principalement pour le transport de personnes.
Il ne faut pas oublier, pour les transports de marchandises, les systèmes de filoguidage utilisés principalement dans les entrepôts, pour diriger les chariots préparateurs ou élévateurs.

### Transport fluvial
Le transport par eau (fleuves et canaux) revêt plusieurs avantages : il est très économique car peu coûteux en énergie, il permet de transporter des tonnages très importants, ce qui en fait un moyen de transport massif peu polluant, mais il est lent, ce qui peut représenter un avantage logistique, en permettant d'économiser en frais d'entreposage (l'entrepôt, c'est le bateau). Ses inconvénients, outre la lenteur d'acheminement dans certains cas (par exemple qui oblige à produire plus de stocks puisqu'ils sont présents… sur le bateau), résident dans la faiblesse du réseau des voies navigables très inégalement réparti et dans la nécessité de transports terminaux, sauf le cas des industries « mouillées », pour assurer le porte-à porte.
Le transport fluvial garde une importance significative pour le transport de marchandises dans les pays dotés d'un réseau des voies navigables bien équipé ou favorisés par l'hydrographie. Les infrastructures sont constituées de ports fluviaux, d'écluses…
Il est assez marginal pour le transport de voyageurs, et est principalement réservée au tourisme, pour certains pays. D'autres pays ou certaines villes, plus maritimes ou insulaires, combinent le transport par voies maritimes, par fleuves et canaux (Venise) et les autres modes de transport de personnes, plus massivement. Un bac est un bateau à fond plat utilisé pour traverser un cours d'eau, un lac, un estuaire ou un bras de mer.

### Transport par installations fixes
Ce ne sont pas, à proprement parler, des transports, puisqu'il n'y a pas de véhicule.
Il s'agit essentiellement de canalisations adaptées à l'acheminement de liquides ou de gaz : oléoduc, méthanoduc, gazoduc, etc. Ce mode d'acheminement a des applications spécifiques. Il revêt une grande importance dans les secteurs pétroliers et chimiques.
À courte et très courte distance, on utilise également :
- le convoyage par bande notamment pour les matériaux de construction, les minerais et le charbon ;
- la propulsion par air pulsé ou pneumatique.

Dans le domaine des voyageurs, signalons les tapis roulants, les escaliers mécaniques et les ascenseurs.

### Transport maritime

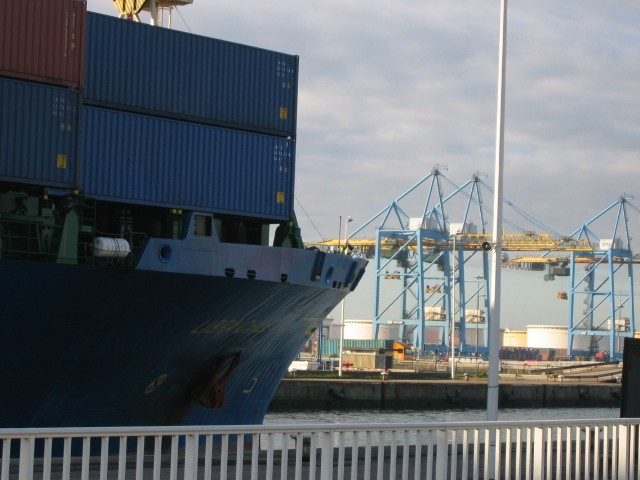
Port du Havre, écluse François Ier

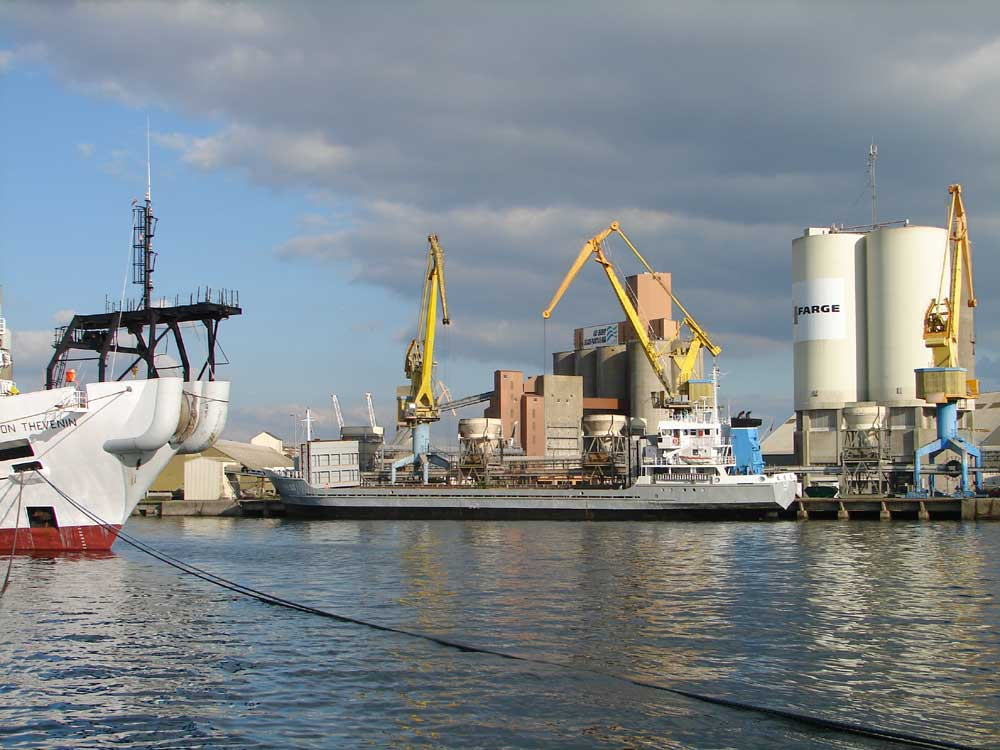
Port de commerce de Brest

Le transport maritime est vital pour le commerce international et possède un quasi-monopole pour les échanges massifs (notamment transports pétroliers) à longue distance pour lesquels il est sans conteste le mode le plus économique sinon le seul possible. Il est aussi très important pour les échanges à courte distance (cabotage) dans les régions bien irriguées par les mers ; c'est notamment le cas de l'Europe baignée par plusieurs mers : mer du Nord, mer Baltique, Manche, Méditerranée. En transport de voyageurs, deux créneaux sont importants ; celui des croisières et celui des traversées courtes, type trans-manche.
Historiquement le transport maritime a été le moyen de découvrir et d'explorer les continents nouveaux (découverte des Amériques, exploration des pôles) à partir desquels se sont développés ou intensifiés de nouveaux commerces (y compris le commerce d'esclaves) avec l'ancien continent, comme les routes continentales l'avaient déjà fait.
Le percement des canaux (canal de Panama, canal de Suez) a favorisé ce développement, en raccourcissant les distances. D'autres considèrent que la fonte de la calotte glaciaire des pôles, sous l'effet de serre, permettra prochainement d'ouvrir de nouvelles voies maritimes sécurisées.
La navigation maritime et océanique s'appuie sur une infrastructure constituée de ports maritimes, de ports en eaux profondes et de canaux. Ces ports peuvent être eux-mêmes spécialisés, par exemple en France: réparation et construction navale (Nantes et Saint-Nazaire, en Bretagne, en redéploiement, La Ciotat en Provence) ; pêche (Fécamp en Normandie, Brest, Roscoff, Paimpol, Le Guilvinec, etc. en Bretagne, La Rochelle en Poitou ; productions agricoles (soja, etc.) et lignifères importées, disparues ou en voie d'anéantissement pour des conflits du travail à répétition (Brest, Bordeaux, en Aquitaine, Marseille en Provence) ; support aux missions scientifiques : Brest, Marseille… enfin, supports à la Marine nationale (Cherbourg, Brest, Lorient, Toulon…).
Plusieurs organisations s'intéressent aux transports maritimes ; par exemple :
- L'Association internationale de navigation (A.I.P.C.N.)[9].
- L'Organisation maritime internationale (International maritime organization (O.M.I.))[10].

### Transport multimodal

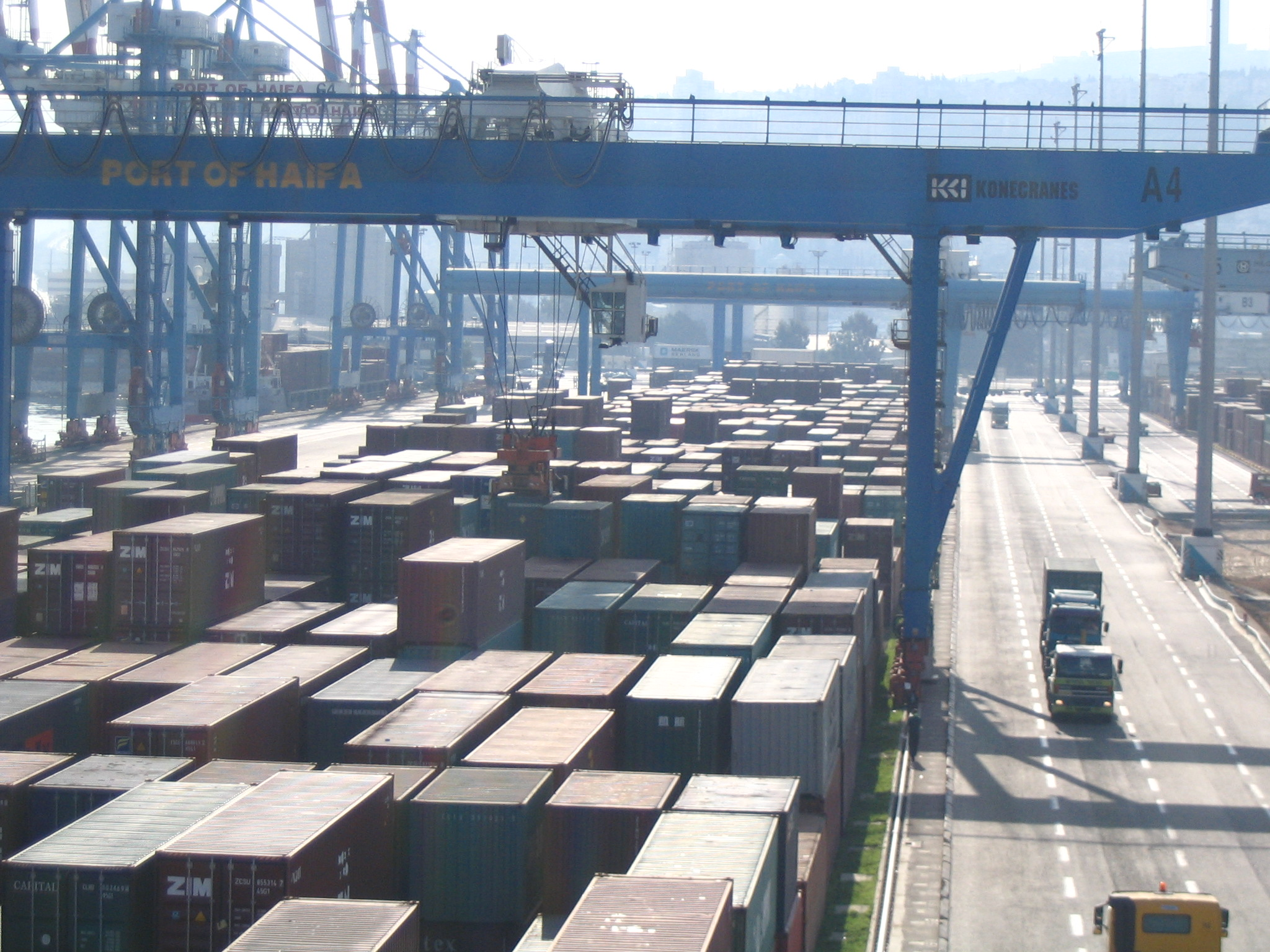
La transmodalité se fait essentiellement via les conteneurs

Le transport multimodal, ou transport intermodal, ou transport combiné, consiste à assurer un transport en empruntant successivement différents modes de transport. Il concerne surtout les marchandises.

#### Mer - route
Il s'est développé surtout de la nécessité d'assurer la continuation terrestre du fret maritime en simplifiant les manutentions portuaires. C'est du transport maritime qu'est née la standardisation des conteneurs.

#### Rail - route
Le transport combiné terrestre concerne surtout le transport combiné rail-route, qui fait appel en plus des conteneurs à des caisses mobiles et à des semi-remorques. Une variante, exploitée ponctuellement est la route roulante ou autoroute ferroviaire qui consiste à transporter sur des trains des poids lourds complets (tracteur + remorque + chauffeur) à l'exemple du Shuttle d'Eurotunnel.
Malgré ses avantages pour la Collectivité, le transport combiné peine à se développer et occupe une place marginale dans certains pays, comme la France, du fait des nombreux mouvements sociaux qui découragent les clients potentiels de l'utiliser.
Dans une forme de transport combiné le véhicule individuel du voyageur l'accompagne à bord du moyen collectif : train+voiture, train+vélo, navettes du tunnel sous la Manche.

### Transport aérien

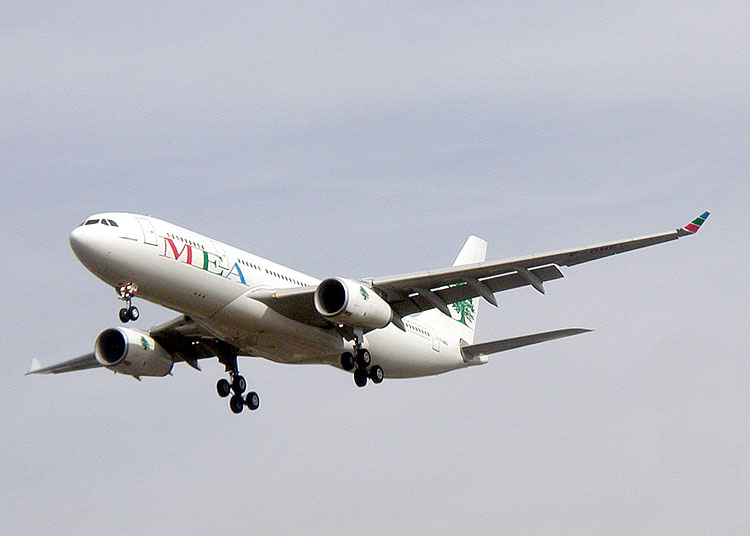
Airbus A330-200

Dernier mode de transport apparu au cours du XXe siècle, d'abord réservé à une élite, il s'est rapidement démocratisé, monopolisant les liaisons transcontinentales et éliminant les derniers paquebots transatlantiques.
Il est devenu véritablement un transport de masse avec l'apparition des avions gros porteurs et les compagnies aériennes à bas prix.
Sa suprématie est contestée par les trains à grande vitesse sur les trajets de moins de trois heures (par exemple en France, où le TGV existe).
Il commence à rencontrer des limites à cause de l'encombrement du ciel et les nuisances sonores de plus en plus mal acceptées par les riverains des aéroports.
Il s'adresse principalement aux voyageurs, mais le transport de fret aérien se développe de plus en plus avec la mise en service d'avions cargos spécialisés.
Le ballon dirigeable a été étudié pour le transport de chargements encombrants.
Le transport aérien est observé, contrôlé ou animé par des organisations comme l'Organisation de l'aviation civile internationale (O.A.C.I.).

### Transport spatial
Il reste encore du domaine de l'expérimentation.

### Rendement comparé des divers modes de transport
Avec le réchauffement climatique, la question se pose de comparer l'efficacité énergétique des divers modes de transport (ou a contrario leur consommation d'énergie). Cette comparaison met en lumière le meilleur rendement énergétique des transports maritimes et fluviaux, ainsi que celui du transport ferroviaire. On peut noter que ces trois modes de transport sont relativement lents et que le transport maritime par cargos et paquebots, fonctionnant au fioul lourd, est très polluant.
Sur cette question du rendement des divers modes de transport, voir l'article détaillé Efficacité énergétique dans les transports.